# 下呂交流会館
下呂交流会館（げろこうりゅうかいかん）は、岐阜県下呂市にある複合施設（ホール・スポーツ施設）。
下呂市の条例上の名称は下呂市下呂交流会館。下呂交流会館アクティブとも称する。

## 概要
文化ホールの「泉ホール」、スポーツ施設の「温アリーナ」、多目的室等がある「棚田テラス」で構成される複合施設である。2008年（平成20年）2月13日着工。2009年（平成21年）11月30日竣工。2010年（平成22年）4月1日から一般利用が開始された。
指定管理者制度を導入しており、一般財団法人下呂ふるさと文化財団が管理運営する。
建物は中部建築賞（第43回：2011年（平成23年））、公共建築賞優秀賞（第15回：2016年（平成28年）） を受賞している。

## 施設概要

### 泉ホール
コンサート、演劇、講演会などに対応する多機能ホール。客席数は805席。
附帯施設としてホワイエ、楽屋（5室）、控室（2室）がある。

### 温アリーナ
読み方はホットアリーナ
各種スポーツ大会、コンサート、イベントなどに使用可能。
床面積は1,824m2（48m×38m）。バレーボール3面、バスケットボール2面、卓球12台の使用が可能。
2階が観覧席であり、席数は904席。

### 棚田テラス
- マルチスタジオ
- 工作室
- メディアラボ
- 音楽練習室
- 多目的室（A・B）
- 和室

## 利用案内
- 営業時間：9：00 - 22：00
- 休館日：水曜日（その日が祝日休日の場合は開館）、年末年始（12月29日 - 1月3日）
- 利用料金：有料（事前予約が必要）

## 交通アクセス

### 公共交通機関
- JR高山本線 下呂駅下車、徒歩で約30分。
- 濃飛バス：合掌村線「下呂交流会館」バス停より徒歩ですぐ。

### 自動車
- 国道41号：「森」交差点より、市道へ入り約5分。

## 周辺施設
- 下呂市下呂ふるさと歴史記念館
- 下呂温泉合掌村
- 岐阜県立下呂温泉病院
- 岐阜県立下呂特別支援学校
- 大江戸温泉物語下呂新館